# Ганђова (Долж)
Ганђова (рум. Gângiova) насеље је у Румунији у округу Долж у општини Ганђова. Oпштина се налази на надморској висини од 56 m.

## Становништво
Према подацима из 2011. године у насељу је живело 2966 становника.